# César 1986
Die 11. Verleihung der Césars fand am 22. Februar 1986 im Palais des congrès de Paris statt. Die Präsidenten der Verleihung waren die Schauspieler Madeleine Renaud und Jean-Louis Barrault. Ausgestrahlt wurde die Verleihung, durch die Michel Drucker als Gastgeber führte, vom öffentlich-rechtlichen Fernsehsender Antenne 2, dem heutigen France 2.
Mit insgesamt 13 Nominierungen führte Luc Bessons U-Bahn-Thriller Subway das Feld der Nominierten an. In den drei Kategorien Bestes Szenenbild, Bester Ton und Bester Hauptdarsteller (Christopher Lambert) konnte sich Bessons Film behaupten. Mit je acht Nominierungen gingen Claude Millers Coming-of-Age-Film Das freche Mädchen, Michel Devilles Gefahr im Verzug und Jacques Derays Mörderischer Engel ins Rennen um die Césars. Die seinerzeit 14-jährige Charlotte Gainsbourg wurde für die Titelrolle in Millers Film als beste Nachwuchsdarstellerin ausgezeichnet und setzte sich dabei unter anderem gegen Emmanuelle Béart durch, die für Der Filou das zweite Jahr in Folge in dieser Kategorie nominiert war. Den César als beste Hauptdarstellerin erhielt Sandrine Bonnaire für ihre Darbietung in Agnès Vardas Filmdrama Vogelfrei und verwies dabei Isabelle Adjani, Juliette Binoche, Nicole Garcia und Charlotte Rampling auf die Plätze. In der Kategorie Beste Regie gewann Michel Deville. Zum besten Film wurde Coline Serreaus sechsfach nominierte Filmkomödie Drei Männer und ein Baby gekürt. Erstmals vergeben wurde der César in der Kategorie Bestes Filmplakat. Hollywood-Legende Bette Davis wurde mit einem der fünf Ehrenpreise ausgezeichnet.

Das Palais des congrès de Paris, der Veranstaltungsort der Verleihung

## Gewinner und Nominierungen
| Statistik (Filme mit mehr als einer Nominierung) N=Nominierung; A=Auszeichnung |    |   |
| Film                                                                           | N  | A |
| Subway                                                                         | 13 | 3 |
| Das freche Mädchen                                                             | 8  | 2 |
| Gefahr im Verzug                                                               | 8  | 2 |
| Mörderischer Engel                                                             | 8  | 1 |
| Rendez-Vous                                                                    | 7  | 1 |
| Drei Männer und ein Baby                                                       | 6  | 3 |
| Harem                                                                          | 4  | 1 |
| Vogelfrei                                                                      | 4  | 1 |
| Tee im Harem des Archimedes                                                    | 3  | 2 |
| Bras de fer                                                                    | 3  | 0 |
| Der Bulle von Paris                                                            | 2  | 0 |
| Die Kunst, verliebt zu sein                                                    | 2  | 0 |
| Ran                                                                            | 2  | 0 |

### Bester Film (Meilleur film)
Drei Männer und ein Baby (Trois hommes et un couffin) – Regie: Coline Serreau
- Das freche Mädchen (L’effrontée) – Regie: Claude Miller
- Gefahr im Verzug (Péril en la demeure) – Regie: Michel Deville
- Vogelfrei (Sans toit ni loi) – Regie: Agnès Varda
- Subway – Regie: Luc Besson

### Beste Regie (Meilleur réalisateur)
Michel Deville – Gefahr im Verzug (Péril en la demeure)
- Luc Besson – Subway
- Claude Miller – Das freche Mädchen (L’effrontée)
- Coline Serreau – Drei Männer und ein Baby (Trois hommes et un couffin)
- Agnès Varda – Vogelfrei (Sans toit ni loi)

### Bester Hauptdarsteller (Meilleur acteur)
Christopher Lambert – Subway
- Gérard Depardieu – Der Bulle von Paris (Police)
- Robin Renucci – Die Kunst, verliebt zu sein (Escalier C)
- Michel Serrault – Mörderischer Engel (On ne meurt que deux fois)
- Lambert Wilson – Rendez-Vous (Rendez-vous)

### Beste Hauptdarstellerin (Meilleure actrice)
Sandrine Bonnaire – Vogelfrei (Sans toit ni loi)
- Isabelle Adjani – Subway
- Juliette Binoche – Rendez-Vous (Rendez-vous)
- Nicole Garcia – Gefahr im Verzug (Péril en la demeure)
- Charlotte Rampling – Mörderischer Engel (On ne meurt que deux fois)

### Bester Nebendarsteller (Meilleur acteur dans un second rôle)
Michel Boujenah – Drei Männer und ein Baby (Trois hommes et un couffin)
- Jean-Hugues Anglade – Subway
- Jean-Pierre Bacri – Subway
- Xavier Deluc – Mörderischer Engel (On ne meurt que deux fois)
- Michel Galabru – Subway

### Beste Nebendarstellerin (Meilleure actrice dans un second rôle)
Bernadette Lafont – Das freche Mädchen (L’effrontée)
- Anémone – Gefahr im Verzug (Péril en la demeure)
- Catherine Frot – Die Kunst, verliebt zu sein (Escalier C)
- Dominique Lavanant – Drei Männer und ein Baby (Trois hommes et un couffin)
- Macha Méril – Vogelfrei (Sans toit ni loi)

### Bester Nachwuchsdarsteller (Meilleur jeune espoir masculin)
Wadeck Stanczak – Rendez-Vous (Rendez-vous)
- Lucas Belvaux – Hühnchen in Essig (Poulet au vinaigre)
- Jacques Bonnaffé – Die Versuchung von Isabelle (La tentation d’Isabelle)
- Kader Boukhanef – Tee im Harem des Archimedes (Le thé au harem d’Archimède)
- Jean-Philippe Écoffey – Das freche Mädchen (L’effrontée)

### Beste Nachwuchsdarstellerin (Meilleur jeune espoir féminin)
Charlotte Gainsbourg – Das freche Mädchen (L’effrontée)
- Zabou Breitman – Billy-Ze-Kick (Billy-Ze-kick)
- Emmanuelle Béart – Der Filou (L’amour en douce)
- Philippine Leroy-Beaulieu – Drei Männer und ein Baby (Trois hommes et un couffin)
- Charlotte Valandrey – Rote Küsse (Rouge baiser)

### Bestes Erstlingswerk (Meilleur premier film)
Tee im Harem des Archimedes (Le thé au harem d’Archimède) – Regie: Mehdi Charef
- Harem – Regie: Arthur Joffé
- La nuit porte-jarretelles – Regie: Virginie Thévenet
- Streng persönlich (Strictement personnel) – Regie: Pierre Jolivet

### Bestes Drehbuch (Meilleur scénario original ou adaptation)
Coline Serreau – Drei Männer und ein Baby (Trois hommes et un couffin)
- Jacques Deray und Michel Audiard – Mörderischer Engel (On ne meurt que deux fois)
- Michel Deville – Gefahr im Verzug (Péril en la demeure)
- Claude Miller, Bernard Stora, Luc Béraud und Annie Miller – Das freche Mädchen (L’effrontée)
- André Téchiné und Olivier Assayas – Rendez-Vous (Rendez-vous)

### Beste Filmmusik (Meilleure musique écrite pour un film)
Astor Piazzolla und José Luis Castiñeira de Dios – Tangos (Tangos, l’exil de Gardel)
- Claude Bolling – Mörderischer Engel (On ne meurt que deux fois)
- Michel Portal – Bras de fer
- Éric Serra – Subway

### Bestes Szenenbild (Meilleurs décors)
Alexandre Trauner – Subway
- Jean-Jacques Caziot – Bras de fer
- Philippe Combastel – Gefahr im Verzug (Péril en la demeure)
- François de Lamothe – Mörderischer Engel (On ne meurt que deux fois)

### Beste Kostüme (Meilleurs costumes)
Catherine Gorne-Achdjian und Olga Berluti – Harem
- Jacqueline Bouchard – Das freche Mädchen (L’effrontée)
- Christian Dior und Elisabeth Tavernier – Bras de fer
- Christian Gasc – Rendez-Vous (Rendez-vous)

### Beste Kamera (Meilleure photographie)
Jean Penzer – Mörderischer Engel (On ne meurt que deux fois)
- Renato Berta – Rendez-Vous (Rendez-vous)
- Pasqualino De Santis – Harem
- Carlo Varini – Subway

### Bester Ton (Meilleur son)
Luc Perini, Harald Maury, Harrik Maury und Gérard Lamps – Subway
- Pierre Gamet und Dominique Hennequin – Harem
- Dominique Hennequin und Jean-Louis Ughetto – Rendez-Vous (Rendez-vous)
- Gérard Lamps und Paul Lainé – Das freche Mädchen (L’effrontée)

### Bester Schnitt (Meilleur montage)
Raymonde Guyot – Gefahr im Verzug (Péril en la demeure)
- Yann Dedet – Der Bulle von Paris (Police)
- Henri Lanoë – Mörderischer Engel (On ne meurt que deux fois)
- Sophie Schmit – Subway

### Bestes Filmplakat (Meilleure affiche)
Michel Landi – Tee im Harem des Archimedes (Le thé au harem d’Archimède)
- Benjamin Baltimore – Gefahr im Verzug (Péril en la demeure)
- Benjamin Baltimore – Ran
- Bernard Bernard – Subway
- Zorane Jovanovic – Der Smaragdwald (The Emerald Forest)

### Bester Kurzfilm (Meilleur court métrage de fiction)
Grosse – Regie: Brigitte Roüan
- Juste avant le mariage – Regie: Jacques Deschamps
- La consultation – Regie: Radovan Tadic
- Dialogue de sourds – Regie: Bernard Nauer
- Le livre de Marie – Regie: Anne-Marie Miéville

### Bester animierter Kurzfilm (Meilleur court métrage d’animation)
L’enfant de la haute mer – Regie: Patrick Deniau
- Contes crépusculaires – Regie: Yves Charnay
- La campagne est si belle – Regie: Michel Gauthier

### Bester dokumentarischer Kurzfilm (Meilleur court métrage documentaire)
New York, N.Y. – Regie: Raymond Depardon
- La boucane – Regie: Jean Gaumy
- C’était la dernière année de ma vie – Regie: Claude Weisz

### Bester Werbefilm (Meilleur film publicitaire)
Le clémenceau (Citroën Visa GTI) – Regie: Jean Becker
- Castinge (Cacharel) – Regie: Sarah Moon
- Lee Cooper – Regie: Jean-Paul Goude
- La cave (Free Time) – Regie: Étienne Chatiliez
- C’est la question (Eram) – Regie: Étienne Chatiliez

### Bester französischsprachiger Film (Meilleur film francophone)
Derborence, Schweiz/Frankreich – Regie: Francis Reusser
- La dame en couleurs, Kanada – Regie: Claude Jutra
- Vivement ce soir, Belgien – Regie: Patrick Van Antwerpen
- Visage pâle, Kanada/Japan – Regie: Claude Gagnon
- Maria und Joseph (Je vous salue, Marie), Schweiz/Frankreich – Regie: Jean-Luc Godard
- Im Herzen des Landes (Dust), Belgien/Frankreich – Regie: Marion Hänsel

### Bester ausländischer Film (Meilleur film étranger)
The Purple Rose of Cairo, USA – Regie: Woody Allen
- Susan … verzweifelt gesucht (Desperately Seeking Susan), USA – Regie: Susan Seidelman
- The Killing Fields – Schreiendes Land (The Killing Fields), Großbritannien – Regie: Roland Joffé
- Ran, Japan/Frankreich – Regie: Akira Kurosawa
- Im Jahr des Drachen (Year of the Dragon), USA – Regie: Michael Cimino

## Ehrenpreis (César d’honneur)
- Bette Davis, US-amerikanische Schauspielerin und Filmproduzentin
- Jean Delannoy, französischer Regisseur, Drehbuchautor und Filmproduzent
- René Ferracci, französischer Filmplakatdesigner
- Maurice Jarre, französischer Komponist
- Shoah, französischer Dokumentarfilm von Claude Lanzmann aus dem Jahr 1985